# Thiếu Hạo (nhà văn)
Thiếu Hạo (tiếng Trung: 少昊; bính âm: Shaohao) là một trong những nhà tiểu thuyết hiện đại viết truyện kiếm hiệp. Bút danh Thiếu Hạo của ông trùng tên với một trong năm vị ngũ đế người Trung Quốc và mang lại nhiều thành công rực rỡ cho vị tác gia này. Ông viết nhiều truyện nhưng nổi tiếng nhất là tác phẩm Đấu trận Diêm La.

## Tiểu sử
Thiếu Hạo tên thật là Vũ Huy, sinh ngày 6 tháng 1 năm 1961 tại Hàng Châu, Chiết Giang Trung Quốc. Từ nhỏ Vũ Huy đã đam mê các truyện cổ tích thần thoại, qua các tác phẩm kiếm hiệp đương đại là những cuốn tiểu thuyết nổi tiếng của nhà văn Kim Dung càng khiến ông say mê kiếm hiệp và bắt đầu tập viết từ đó.
Năm 17 tuổi, ông bắt đầu viết truyện, tác phẩm của ông lúc đó chưa được ai biết đến. Đến năm 26 tuổi, ông đã có 3 tác phẩm là "Âm binh", "Cổng Địa Ngục", "Kẻ đánh cắp linh hồn".
Năm 1990, ông bắt đầu tham dự các cuộc thi và đoạt giải thưởng về tiểu thuyết trường thiên do Hiệp hội nhà văn Trung Quốc tổ chức, những tác phẩm của ông sau đó bắt đầu được biết đến.
Năm 1992, bộ tác phẩm "Pháp ma đại sư" ra đời thu hút đông đảo độc giả toàn quốc, một lần nữa chứng tỏ tài năng của tác gia kiếm hiệp này.
Truyện của ông trở nên nổi tiếng và bắt đầu được xuất bản nhiều nơi ở Hàn Quốc, Đại Lục và Đài Loan.

## Tác phẩm
Cho đến nay, Thiếu Hạo đã viết hơn 10 tác phẩm. Các tác phẩm chính của ông mang đậm tính phóng khoáng, sâu sắc do ảnh hưởng nhiều bởi văn học cổ điển những nhân vật của ông thường là những nhân vật thần thánh, cao ngạo giống nhân vật của Ngô Thừa Ân,…với nhân vật nổi bật Diệt Thần trong tác phẩm "Đấu trận Diêm La". Tác phẩm của ông bao gồm:
| - Pháp ma đại sư - Âm binh - Cổng địa ngục - Kẻ đánh cắp linh hồn - Thượng giới | - Thế giới tu chân - Thiên mệnh - Vòng luân hồi - Đấu trận Diêm La - Địa ngục sử ký |

Trong tác phẩm có những con người cao thượng sống cuộc sống tự tại, hay sống cuộc sống thần tiên cứu thế. Đó là thế giới kỳ ảo sinh động mà Thiếu Hạo tạo ra cho người đọc. Một thế giới kỳ bí, mơ ước của những người tìm đến các tác phẩm của ông.

## Nhân vật
| - Diệt Thần - Hạo Thiên - Yến Vũ - Kỳ Phong |